# Ilona Staller

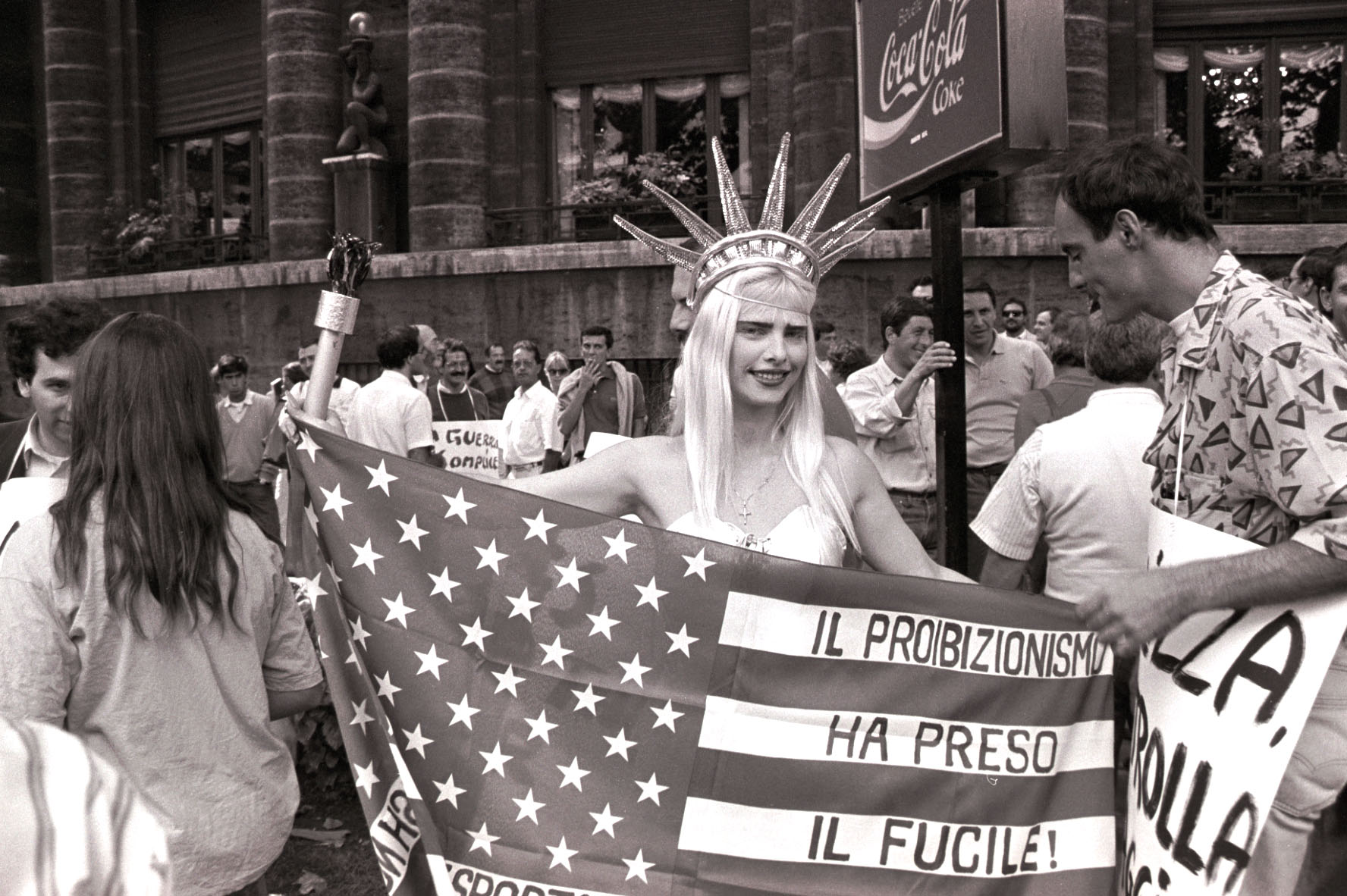
Ilona Staller 1989, vid en demonstration mot lagstiftning mot sexarbete.

Ilona Anna Staller, mest känd under artistnamnet Cicciolina, född 26 november 1951 i Budapest, är en ungerskfödd italiensk före detta porrskådespelare och politiker. Hon blev 1987 invald i italienska parlamentet för libertarianska Partito Radicale.

## Biografi
I en TV-intervju 1999 sade Staller sig ha varit kommunistisk spion i sin ungdom. Hon var 19 år och arbetade då som servitris på ett lyxhotell i Budapest när tre män kom och frågade om hon ville tjäna extra pengar. Hennes ekonomi gjorde då att hon inte kunde säga nej. Hennes uppgift blev att hålla ögonen öppna, och lyssna på samtal hon kunde rapportera om. Hon avbröt dock spionverksamheten genom att fly till Italien.

### Pornografisk karriär
Efter flykten etablerade hon sig som porrfilmsskådespelare. Staller har bland annat spelat mot John Holmes. År 1990 var hon modell för konstnären Jeff Koons, vars explicita alster ställdes ut vid det årets Venedigbiennal och omskrevs mer än prisvinnande verk av mer traditionell art.

### Politisk karriär, andra medier
År 1987 valdes Staller in i det italienska parlamentet för libertarianska Partito Radicale. På hennes program som parlamentariker fanns att avskaffa både kärnvapen, kärnkraft och censur, liksom att införa sexualundervisning i alla olika skolnivåer. Hon satt på sin post endast en mandatperiod, fram till 1992.
År 2002 gjorde hon ett misslyckat försök att komma in i det ungerska parlamentet. Hon fick inte tillräckligt med underskrifter för att få ställa upp i valet. I TV-programmet High Chaparall sänt 2005 sade hon sig fortfarande satsa på ungerska parlamentet.
År 1978 var hon den första som visade sina nakna bröst i italiensk TV, och i slutet av 1980-talet visade hon dem även i italienska parlamentet. I Sveriges Television medverkade hon 1988 i Malena Ivarssons programserie Fräcka fredag.

### Privat och övrigt
År 1991–1992 var hon gift med konstnären Jeff Koons. Under det dryga året var hon inte verksam inom porrbranschen.
År 2019 berättade hon i en intervju med tidningen Vanity Fair att hon sedan tre år tillbaka levde ensam och utan sexuella relationer med någon.